# 久保宏貴
久保 宏貴（くぼ ひろき、1992年2月6日 - ）は、日本の俳優、男性声優。北海道札幌市出身。

## 略歴
10代の頃に原宿のムラサキスポーツ前で所属事務所にスカウトで芸能界入り。同年、ロート製薬OXYのCM、ドラマ「悪党 重犯罪捜査班」に斎藤洋介の息子役などに起用される。

## 人物
- 趣味は読書、英会話、旅行、バスケットボールを挙げており、実用英語技能検定準１級の資格を保持している。[2]
- 家族は父、母、妹、トイプードルの「アンジュ」。幼少期は北海道札幌市で生活し、父親の転勤で埼玉県浦和市に在住していた。
- 風刺コント系YouTuber「スケッチブック」（登録者数1万人）が「もし石丸伸二が予備校の生徒だったら」と題したコント動画をXに投稿した際、久保が石丸構文を動画で再現したもので、予備校生徒である石丸と講師との間でかみ合わないトークが10万いいねを獲得し、表示回数が1100万回を超える大反響となっている。[3]

## 受賞歴
- SHORT SHORTS FILM FESTIVAL ASIA2019&キテミル川越ショートフィルム大賞 奨励賞『とおりゃんせ』[4]

## 出演

### テレビドラマ
- ANB『悪党～重犯罪捜査班～』(2011年）第4話 - 村越亮介 役
- EX『私のおじさん〜WATAOJI〜』（2019年）
- EX『アリバイ崩し承ります』（2024年）

### 再現ドラマ
・CX『奇跡体験！アンビリーバボー』 （2013年 7月11日OA  竹末一敏役）
・TV TOKYO『世界ナゼそこに？日本人』 （2018年7月16日OA 高橋佑規役）

### 映画
- 『夢のキセキ〜里山の少女から貰った一粒の光』（2017 年菊池隼人役）[5]
- 『ドラマクイーン フルコーラス』（2020年 Amazon Prime Video配信 主演・江藤啓介役）[6]
- 『Dear Moon』（2021年 今関あきよし監督 ウサギ男役）[7]

### 舞台
- 『この時が終わる前に』(2017年1月18日 - 20日、三鷹市芸術文化センター 星のホール)[8]
- 清水邦夫『泣かないのか？泣かないのか一九七三年のために？-にぶき光の残酷ショー-」』(2017年10月29日 ユーロライブ）- お竜役[9]
- 『瀬戸の花嫁』（2018年1月31日 - 2月4日、シアターKASSAI）[10]
- 劇団バルスキッチン 第28回公演『高飛車モンスター』（2023年8月9日 - 13日、バルスタジオ）- 萩野将棋役
- 『ろくでなしコーラス』（2024年3月20日 - 24日、浅草花劇場) - 中島敦役[11]
- 『天才が努力したらどうなるか魅せてやる』（2024年11月6日 - 10日、高田馬場ラビネスト 主演・平野ツトム役)

### CM
- 『ロート製薬』～OXY～（2010年）
- 『カプコン』モンスターハンター3GS（2012年）
- 『イナバ倉庫 』(2015年 何ができたの倉庫篇)
- 『コスモウォーター』（2018年 たかが水、されど水篇）
- 『牛角』（2019年 おいし荘 黒毛和牛篇）
- 『Veet Men』（2025年）

### ミュージックビデオ
・『ヒトクリ』koma'n (2017年 zopp作詞）-タクヤ役
・『Rich &Famous』SATOH (2024年）